# 티네토섬

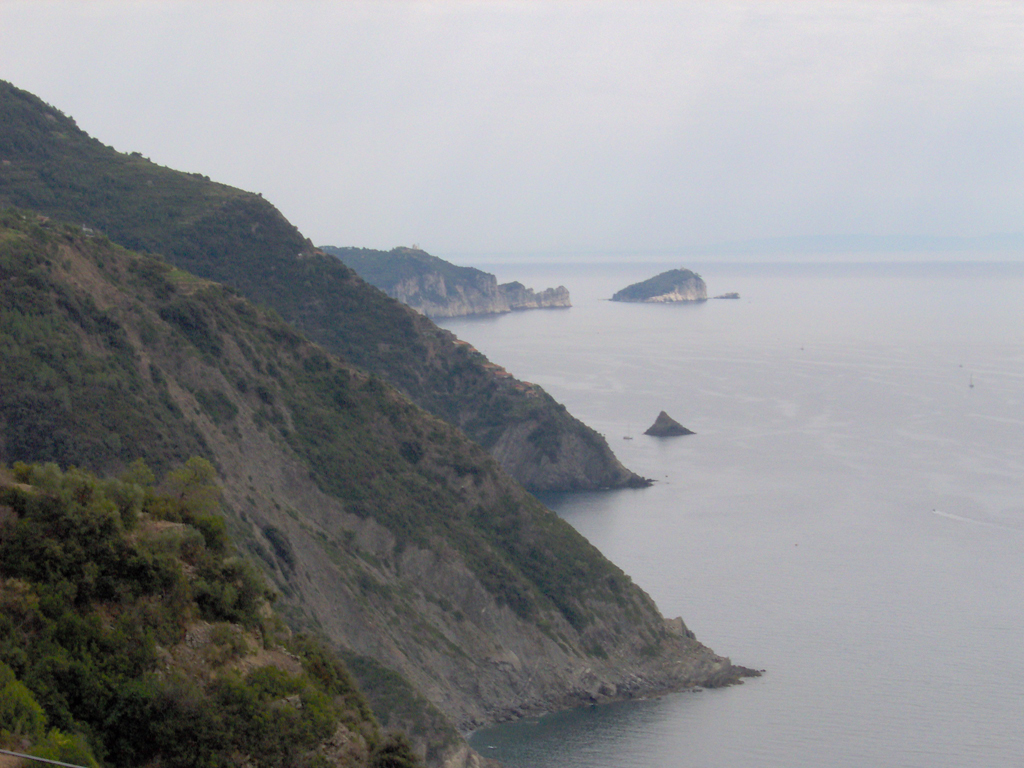
티네토섬

티네토섬(이탈리아어: Tinetto)은 이탈리아 라스페치아만 서쪽 변두리에 위치한 작은 섬이다.